# Noc za ścianą
Noc za ścianą – singel zespołu Mafia z jego trzeciego albumu FM. W utworze gościnnie zarapował Krzysztof "K.A.S.A." Kasowski.

## Lista utworów
Opracowano na podstawie materiału źródłowego.
1. Noc za ścianą (LP Version) - 3:15
2. Noc za ścianą (dance remix) - 5:06
3. Noc za ścianą (reggae remix) - 3:23

Łączny czas: 11:44

## Twórcy
- Andrzej Piaseczny - śpiew
- Krzysztof "K.A.S.A." Kasowski - rap
- Paweł Nowak - gitara basowa
- Tomasz Banaś - gitara
- Zdzisław Zioło - gitara
- Tomasz Bracichowicz - keyboard
- Marcin Korbacz - perkusja
- Wiesław Pieregorólka - aranżacje
- Monika Ambroziak - wokal wspierający
- Michał Przytuła - producent, mastering (utwór 1), inżynier dźwięku
- Sławomir Sobczyk - inżynier dźwięku
- Grzegorz Piwkowski - mastering (utwór 1)
- Mieczysław Felecki - mastering (utwory 2 i 3)
- Maciej Strzeszewski - zdjęcia na okładce